# Dolîna, Mlîniv
Dolîna (în ucraineană Долина) este un sat în comuna Malovane din raionul Mlîniv, regiunea Rivne, Ucraina.

## Demografie
Componența lingvistică a localității Dolîna
     Ucraineană (100%)
Conform recensământului din 2001, toată populația localității Dolîna era vorbitoare de ucraineană (100%).